# アコム Somethin'New
『アコム Somethin'New』（アコム・サムシンニュー）は、2022年10月3日からFM802で毎週月曜日から木曜日の夕方に放送されているラジオ番組。アコム提供。

## 概要
毎月ゲストを1組迎えて、アコムのメインメッセージである「今しかできないこと」「はじめてのアコム」にちなんで、ゲストの「今しかできないこと」「初めて」エピソードをトークする。
トークの内容はアコムの公式YouTubeチャンネルで毎週金曜日に公開される。また、放送未公開のトークが隔週日曜日に同じくアコムの公式YouTubeチャンネルで限定公開される。
X（旧Twitter）の番組公式ハッシュタグは「#802サムニュー」。

## 放送時間
- 毎週月 - 木曜日 17:51 - 18:00
  - 「FM802 HOLIDAY SPECIAL」が当該時間帯を跨いで放送される場合は、下記の通り放送時間を変更して放送した。
    - 2024年3月20日 20:51 - 21:00

  - 2024年8月6日放送回は、放送素材のトラブルにより、CMを除く本編がほとんど聴き取れない状態で放送された。翌8月7日に改めて6日放送分を放送し、7日放送分は18:00から放送した[2]（これに伴い、後座番組『EVENING TAP』は18:08開始となった）。

## DJ
- 樋口大喜

## ゲスト
| 放送月      | 出演したゲスト                     |
| ----------- | ---------------------------------- |
| 2022年 10月 | ヤマサキセイヤ（キュウソネコカミ） |
| 11月        | ROY（THE BAWDIES）                 |
| 12月        | 井上竜馬（SHE'S）                  |
| 2023年 01月 | ハマ・オカモト（OKAMOTO'S）        |
| 02月        | 田邊駿一（BLUE ENCOUNT）           |
| 03月        | ヒグチアイ                         |
| 04月        | 竹中雄大（Novelbright）            |
| 05月        | ムツムロアキラ（ハンブレッダーズ） |
| 06月        | 柳田周作（神はサイコロを振らない） |
| 07月        | SHISHAMO                           |
| 08月        | ホリエアツシ（ストレイテナー）     |
| 09月        | MAMI（SCANDAL）                    |
| 10月        | 詩羽（水曜日のカンパネラ）         |
| 11月        | なかねかな（なかねかな。）         |
| 12月        | 小野武正（KEYTALK）                |
| 2024年 01月 | TOSHI-LOW（BRAHMAN）               |
| 02月        | Ito（PEOPLE 1）                    |
| 03月        | 阿部真央                           |
| 04月        | ko-dai（Sonar Pocket）             |
| 05月        | 山内総一郎（フジファブリック）     |
| 06月        | KZ（梅田サイファー）               |
| 07月        | 藤井怜央（Omoinotake）             |
| 08月        | 綾小路翔（氣志團）                 |
| 09月        | 山中拓也（THE ORAL CIGARETTES）    |
| 10月        | なおと（ねぐせ。）                 |
| 11月        | imase                              |
| 12月        | 三原健司（フレデリック）           |
| 2025年 01月 | 内澤崇仁（androp）                 |
| 02月        | サイトウタクヤ（w.o.d.）           |
| 03月        | 山村隆太（flumpool）               |
| 04月        | 林萌々子（Hump Back）              |
| 05月        | すりぃ                             |